# 理查·考克斯
理查·考克斯（英語：Richard Cocks，1566年1月—1624年）是英國斯圖亞特王朝時的貿易商，出身斯塔福德郡，於日本江戶時代初期擔任平戶英國商館的館長。他在任內寫下了詳細的公務日記《英國商館館長日記》（Diary kept by the Head of the English Factory in Japan: Diary of Richard Cocks, 1615-1622），是記錄英國東亞貿易狀況與日本國內各種史實的一級史料。

## 英國商館館長
日本慶長十八年（1613年），考克斯被不列顛東印度公司派到日本，之後在擔任江戶幕府大御所德川家康之外交顧問的英國人威廉·亞當斯（三浦按針）引薦下晉見德川家康並獲得貿易許可，在平戶建立商館並就任第一任商館館長。
日本元和元年（1615年），據說三浦按針從琉球帶回番薯並在平戶種植，而這是在九州以北的首次種植。
1616年，考克斯為了向將軍德川秀忠請求更新朱印狀而前往江戶。1617年考克斯為了傳遞英王詹姆斯一世給德川秀忠的親筆信而在京都伏見謁見秀忠，但並沒有得到秀忠的回信。而從這時起荷蘭對英國船隊的攻擊變得猛烈，考克斯為了控訴這非法行徑而在1618－1619年間兩次前往江戶，1619年又訪問了滯留在伏見的德川秀忠。1620年的平山常陳事件中，考克斯對於正因為如何依國際法處置船上貨物與偷渡的傳教士佩德羅·德·蘇尼加（Pedro de Zúñiga）與路易斯·弗洛雷斯（Luis Flores）而感到混亂的幕府有所貢獻。
不過，1623年因為安汶大屠殺導致不列顛東印度公司決定關閉商館，考克斯遂離開日本，隔年在回國的船上去世。